# Maria av Portugal (1521–1577)
Maria av Portugal, född 1521, död 1577, var en portugisisk prinsessa och hertiginna av Viseu. 
Hon var dotter till kung Manuel I av Portugal och Eleonora av Österrike (1498–1558). Hennes far dog samma år hon föddes, och hon lämnade landet med sin mor, som återvände till sin födelsefamilj. När hennes mor gifte sig med kung Frans I av Frankrike 1530, återvände Maria till Portugal, där hon levde hos sin halvbror kung Johan III av Portugal. 
Maria fick en hög renässansbildning, ovanligt hög även för kungliga kvinnor under hennes samtid. Hon var föremål för många äktenskapsförhandlingar, men ingen av dem blev i slutändan förverkligade. Hon trolovades som barn med Frankrikes tronföljare men giftermålet blev aldrig av. Därefter var hon många gånger föreslagen som tänkbar brud till Filip II av Spanien, men varje gång stupade planerna i förhandlingarna. I Portugal var man inte ivrig att låta henne gifta sig på grund av de enorma tillgångar hon hade fått till försörjning: man uppskattade att eftersom hennes hemgift var så stor skulle detta resultera i en förlust på cirka en miljon cruzados, en oöverkomlig summa för den kungliga skattkammaren.
Hennes bror gav henne hertigdömet Viseu till hennes personliga försörjning. Det gjorde henne till Portugals rikaste kvinna och en av Europas rikaste prinsessor.  Hon blev känd som en framstående kultur- och konstmecenat, och gynnade även industrin i Viseu. År 1558 besökte hon Spanien för att återse sin mor efter 28 år. Modern bad henne att komma och bo med henne, men Maria var nöjd med sitt liv i Portugal. 